# Братолюбовская волость
Братолюбовская волость — административно-территориальная единица Александрийского уезда Херсонской губернии.
По состоянию на 1886 год состояла из 18 поселений, 19 сельских общин. Население 2737 человек (1381 мужского пола и 1356 женского), 508 дворовых хозяйств.
|                        | Площадь, десятин | В том числе пахотной, дес. |
| ---------------------- | ---------------- | -------------------------- |
| Сельских общин         | 3884             | 2656                       |
| Частной собственности  | 30 186           | 7171                       |
| Казённой собственности | -                | -                          |
| Другой собственности   | 48               | 27                         |
| Всего                  | 34 118           | 9854                       |

Самые большие поселения:
- Братолюбовка (Лысаневичево, Справницкая) — местечко при балке Дубровиной в 60 верстах от уездного города, 220 человек, 33 двора, становая квартира 3-го стана, православная церковь, еврейская синагога, 18 лавок, 2 постоялых двора, винный погреб, 7 ярмарок : Явдохин, Проводный, Маковеевский, Покровский, Козьмо-Демянский, Николаевский (6 декабря). За 18 вёрст — железнодорожная станция. За 22 версты — железнодорожная станция, гостиница.
- Фёдоровка — село при балке Шуличей, 221 человек, 41 двор, школа.

Другие населённые пункты:
Александровка д. (Кефалина, Кресты), Андреевка х. (Бардановка, Слан-Камень), Братолюбовка м. (Лисаневичево, Справницька), Бурдзинькевича Первая эк., Бурдзинькевича Вторая эк. (Дубовая Балка), Васильевка д., Веселая Боковенька д. (Малая Боковенька, Новая Боковенька, Ивановка, Малая Ивановка, Новая Ивановка, Давыдова, Смирновка), Волохина х. (Ивановский), Волохина эк., Давыдова х. (Веселая Боковенька), Давыдова эк., Добрянка д. (Добровольскаго, Кефалы, Трандафилова), Довгалевых х. (Очеретяный), Долинскаго эк., Долинская ст. ж.д. и пос., Дырды 4 х., Ивановка Первая д. (Делакура, Белокурова, Давыдова), Ивановка Вторая д. (Новая Боковенька, Давыдова), Катериновка д. (Богодаровка, Кузьминого, Кулинскаго), Кефалы В. эк., Кефалы М. эк., Козьмы х. (Козьминой), Константиновка д., Кугушева х., Кугушевка д., Лозоватка д. (Гембичевка, Гембовка), Львовскаго х., Малая Николаевка д.(Бурдзиньковка), Мало-Водянская эк., Марьевка х. (Здориченка, Лосскаго), Мороза хх. (Будяков, Волотко, Пичкуренка, Корнейченка, Тыщенка, Нетисьева), Нагорный х. (Кефалы), Натальевка д. (Чечелева Слобода), Некоры эк. (Константиновская, Тищенка), Некоры х. (Андреевка), Никифоровой х., Николаевка д. (Григоровича, Григорьевка, Фалькова), Немецкий пос. (Долинскаго), Палладия-Дудатия х. (Дудатия-Палладия), Пелагеевский х. (Пелагеевка, Волохина, Сухиново), Петровский х. (Кефалы), Плаксовка д. (Плаксино, Очеретино, Очеретино-Плаксовка), Полякова х., Семеновка д. (Некорина), Степанова х., Троста эк., Чечеля х. (Кефалы), Швединовка д. (Шведина, Пилиптея, Дружелюбовка), Швединовка д. (Городинской насл.), Федоровка Водяная д. (Мало-Водяная, Водяное, Доманскаго, Долинскаго), Федоровка Шуличина д. (Шуличино, Шулявино, Лозоватка).